# Федеративные Штаты Малайи
Федеративные Штаты Малайи (англ. Federated Malay States, малайск. Negeri-negeri Melayu Bersekutu, نݢري٢ ملايو برسکوتو) — федерация четырёх государств Малаккского полуострова (Негри-Сембилан, Паханг, Перак и Селангор) под протекторатом Великобритании, существовавшая в 1896—1942 годах.

## История
Великобритания несла ответственность за внешнюю политику и оборону федерации, в то время как входившие в федерацию государства продолжали нести ответственность за их внутреннюю политику. Британский генеральный резидент (фактически — губернатор) давал правительствам государств «советы» по внутриполитическим вопросам, и государства, будучи связанными договорными обязательствами, были обязаны следовать этим советам.
Столица федерации находилась в городе Куала-Лумпур, который был тогда частью Селангора, его столицей.
Федерация вместе с другими государствами и британскими владениями на Малаккском полуострове в декабре 1941 года — январе 1942 года была захвачена и оккупирована войсками Японии. После капитуляции Японии федерация не была восстановлена. Тем не менее, федеральная форма правления была сохранена в качестве основной модели для консолидации отдельных государств в независимую Малайскую Федерацию, а затем — для её эволюции в Малайзию.
В 1946 году из государств, до 1942 года входивших в состав Федеративных Штатов Малайи, вместе с британской коронной колонией Стрейтс-Сетлментс и Нефедеративными государствами Малайи Великобритания сформировала Малайский Союз. Два года спустя Малайский Союз был преобразован в Малайскую Федерацию (c 1963 года — Малайзия).

## Символика

### Флаги
Каждый штат в составе Федеративных Штатов Малайи имел свой флаг.
Флагом Перака с 1 марта 1879 года было утверждено прямоугольное полотнище из трёх горизонтальных равновеликих полос: верхней — белой, средней — жёлтой, и нижней — чёрной. Белая полоса представляла правителя (малайск. Yang Di Per Tuan), жёлтая — младшего правителя (малайск. Raja Muda) и чёрная — первого министра (правителя-казначея, малайск. Raja Bandahara, являющегося вторым по наследованию трона после младшего правителя).
Флагом Паханга было прямоугольное полотнище из двух горизонтальных равновеликих полос: верхней — белой, и нижней — чёрной. Белая полоса символизировала правителя (малайск. Raja), чёрная — правителя-казначея (малайск. Bandahara, напоминая о том, что именно казначеи в прошлом правили Пахангом.
Флагом Селангора было прямоугольное полотнище, состоящее из четырёх равновеликих прямоугольников — двух красных (у верхнего угла у древкового края и у нижнего угла у свободного края) и двух жёлтых (у нижнего угла у древкового края и у верхнего угла у свободного края). В красном прямоугольнике у верхнего угла у древкового края изображались обращенный рожками к свободному краю флага жёлтые полумесяц и пятиконечная звезда, одним из своих лучей обращенная к верхнему углу флага у древка. Жёлтый и красный символизировали плоть и кровь. Полумесяц и звезда являются символами ислама.
Жёлтый также является цветом султана. Пять лучей звезды символизируют чтение символа веры, пятикратную ежедневную молитву, подаяние милостыни, пост во время Рамадана и паломничество.
Флагом Негри-Сембилана было утверждено прямоугольное жёлтое полотнище с крыжом, состоящим из красного (сверху) и чёрного (снизу) треугольников. Жёлтое полотнище флага представляло правителя (малайск. Yang di-Pertuan Besar). Красный цвет символизировал лояльность к Великобритании, а чёрный — символ ундангов (малайск. undang)- правителей четырёх крупнейших минангкабауских княжеств, из которых был создан Негри-Сембилан.

Флаг Перака
Флаг Паханга
Флаг Селангора
Флаг Негри-Сембилана

Из комбинации белого, красного, жёлтого и чёрного цветов, которые присутствовали на флагах государств, включенных в состав федерации, был составлен флаг Федерированных Малайских Государств, представлявший собой прямоугольное полотнище из четырёх горизонтальных равновеликих полос: белой, красной, жёлтой и чёрной, с изображением бегущего тигра в белом горизонтальном овале в центре флага.

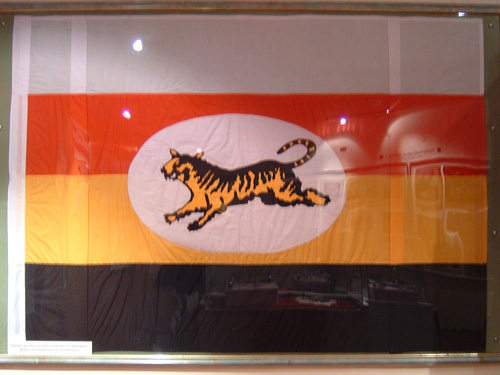
Фото оригинального флага (из ткани) Федеративных Штатов Малайи

### Гюйс(корабельный флаг)
Гюйсом кораблей и судов Перака было прямоугольное полотнище, состоящее из четырёх треугольников — белого у древкового края, двух чёрных — у верхнего и нижнего краёв, и жёлтого — у свободного края флага.
Гюйсом Паханга было прямоугольное полотнище, состоящее из двух белых (у древкового и у свободного краёв) и двух чёрных (у нижнего и у верхнего краёв) треугольников.
Гюйсом Селангора было прямоугольное полотнище, состоящее из двух жёлтых (у древкового и свободного краёв) и двух красных треугольников (у верхнего и нижнего краёв).
Гюйсом Негри-Сембилана было прямоугольное полотнище, состоящее из красного треугольника у верхнего края, чёрного — у нижнего края, и двух жёлтых — у древкового и свободного краёв.